# Rena Murakami
Pour les articles homonymes, voir Murakami.
Rena Murakami (村上 麗奈, Murakami Rena), née le 25 novembre 1967 à Tokyo, est une actrice et productrice japonaise.

## Filmographie

### Comme actrice
- 1990 : Code Name 348: Onna keiji sashiba
- 1991 : Sex and Zen : Fa Sun
- 1991 : Ngoh wai hing kong : Yoshiko
- 1992 : Unforgetful Holiday : Lin
- 1992 : Escape from Brothel : Ann
- 1992 : 1/3 qing ren : Mona Hsia
- 1994 : Qing chun meng li ren
- 1997 : Murakami Rena: Kyûkyoku meikizuma

### Comme productrice
- 1997 : Murakami Rena: Kyūkyoku meikizuma